# Schizophonia
Albums de Rinôçérôse
Music Kills Me Rinôçérôse
Schizophonia est un album du groupe Rinôçérôse. Il est sorti en 2005.

## Liste des titres
| 1.    | Get Ready Now                                           | 4:29 |
| 2.    | Stop It                                                 | 4:08 |
| 3.    | Bitch                                                   | 3:54 |
| 4.    | Fiction Dancer                                          | 3:41 |
| 5.    | Skins                                                   | 5:54 |
| 6.    | Pleasure And Pain                                       | 4:10 |
| 7.    | My Demons                                               | 3:49 |
| 8.    | Cubicle                                                 | 4:20 |
| 9.    | Fucky Funky Music                                       | 3:55 |
| 10.   | Fahr Zu Hölle                                           | 5:15 |
| 11.   | Fucky Funky Music (live)                                | 4:41 |
| 12.   | 323 Secondes De Silence Répétitif Sans Guitare Espagnol | 5:40 |
| 53:56 |                                                         |      |